# Mario Vazquez
Mario Adrian Vazquez (født 15. juni 1977) er en puertoricansk sanger fra Bronx, New York i USA. Han er uddannet på Laguardia Arts high school i 1995.
Han deltog i American Idols fjerde sæson, der havde premiere på den amerikanske FOX-kanal i starten af 2005. Mario var storfavorit,[kilde mangler] men forlod American Idol otte uger efter, efter sigende fordi han havde fået A-liste-pladekontrakt med Arista BMG, inden han overhovedet fik at vide, om han var iblandt finalisterne.[kilde mangler]
Han udgav albummet "Mario Vazquez" i september 2006 indeholdende førstesinglen og mega-hittet "Gallery".
Der er lavet to versioner af førstesinglen: den oprindelige og en remix/spanglish-version feat. Baby Bash.
Den japanske version af albummet har et bonusspor.

## Diskografi

### Album
| År   | Albumdetaljer                                                | Højeste hitlisteplacering | Højeste hitlisteplacering | Certificering      |
| År   | Albumdetaljer                                                | US                        | FR                        | Certificering      |
| ---- | ------------------------------------------------------------ | ------------------------- | ------------------------- | ------------------ |
| 2006 | Mario Vazquez - Released: September 26, 2006 - Label: Arista | 80                        | 104                       | - US sales: 56,000 |

### Singler
- 2006: "Gallery" No. 35 Hot 100, No. 15 Pop 100, No. 31 Hot Digital Songs, No. 90 European Hot 100 Singles
- 2007: "One Shot"
- 2012: "You Are the Only One" (w/Hype Jones)
- 2013: "One Shot" (2013)